# Magyar koronázási kard

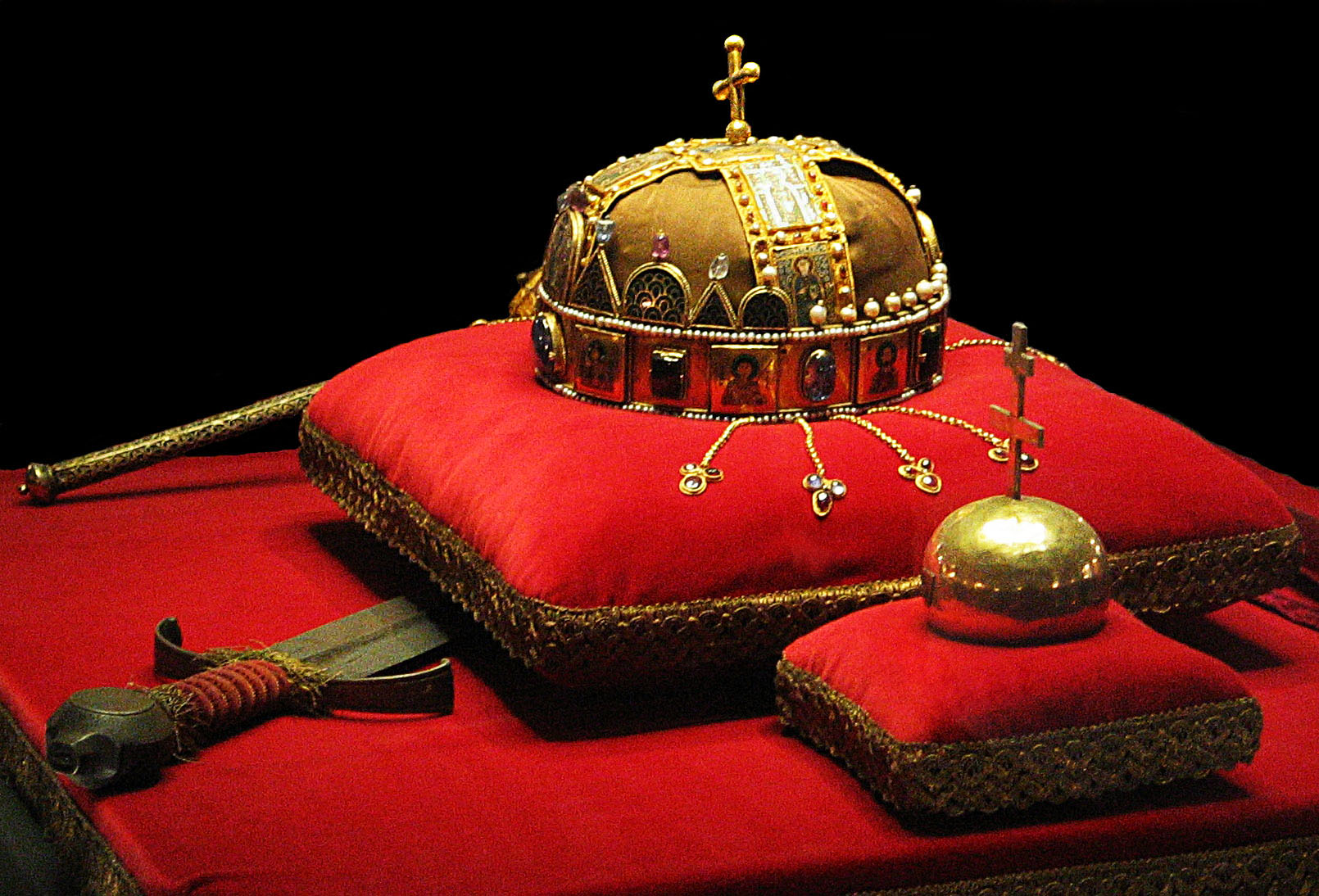
A koronázási jelképek együttese az Országház kupolacsarnokában, alul a karddal

A magyar koronázási kard a magyar koronázási jelvényegyüttes legfiatalabb tagja, készítése a 15. század második felére datálható. A magyar királyok koronázásakor nagy szerepet játszott: ezzel a fegyverrel hajtották végre az újonnan megkoronázott királyok a három ceremoniális kardvágást a koronázótemplomban az ország birtokba vétele jeléül, valamint a négy világtáj felé irányuló kardcsapásokat a koronázási dombról, ami az ország megvédésének fogadalmát jelentette.

## Előzményei
A koronázási jelvényegyüttesben jelenleg szereplő kardnak nincs köze az Árpád-házhoz. Fennmaradt azonban két másik kard is, amelyek az Árpádok korai történetéhez kapcsolódnak. Az egyik kard 10. századi, skandináv gyártmány és a 14. század közepe óta a prágai Szent Vitus-székesegyház őrzi. Az első fennmaradt feljegyzések is Szent István kardjának nevezik. Ezen a faragott, csontból készült kereszttagú, nyugati típusú kardon jól látszanak a használat nyomai. A korán feljegyzett hagyomány erősen valószínűsíti, hogy ténylegesen Szent István tulajdonában lehetett. A 13. század hetvenes éveiben került Prágába. Az nem ismeretes, hogy a koronázásokon valóban játszott-e szerepet.
A másik nevezetes királyi kard, az az aranyozott szablya, amit Nagy Károly és Attila kardjának is neveztek, s ami a német-római császári kincstárból került mára Bécsbe. Formája és díszítése alapján a 10. században készülhetett. Valószínűleg azonos azzal a díszkarddal, amit I. András magyar király özvegye, Anasztázia (I. Jaroszláv kijevi nagyfejedelem leánya) 1063-ban Nordheimi Ottó bajor hercegnek adományozott, mivel az hathatósan segítette fiát, Salamont a trón megszerzésében.
A királyi kard az Árpádok idején kettős szerepet játszhatott: egy időben a trónöröklési viták megoldására létrehozott hercegség jelképe volt, és általában trónhoz nem jutó családtag – például a király testvére a király fiával szemben – birtokába került. Később viszont a királyi koronázások története során egyértelműen a királyt övezték fel vele a koronázás alkalmával, és az új uralkodónak vele kellett megtennie a jelképes csapásokat a négy égtáj felé, amivel jelezte elszántságát az ország megvédésére, határai kiterjesztésére.

## Leírása
A ma több más koronázási jelképpel együtt az Országház kupolacsarnokában őrzött kard nagyméretű markolatgombját növényi motívumok díszítik. A penge két oldalán két turbános török és két huszár képe van bevésve. A kard észak-itáliai jellegű. A penge hossza 98, szélessége 6,5 centiméter.